# Imiprotryna
Imiprotryna – organiczny związek chemiczny, pochodna hydantoiny, insektycyd z grupy syntetycznych pyretroidów stosowany wewnątrz budynków. Sprzedawany jako mieszanina izomerów cis i trans.